# Ken Hiscoe
Ken Hiscoe (* 21. Januar 1938 in Sydney) ist ein ehemaliger australischer Squashspieler.

## Karriere
Ken Hiscoe war in den 1960er- und 1970er-Jahren als Squashspieler aktiv. Zunächst als Amateur aktiv, wurde er 1971 Profispieler. Mit der australischen Nationalmannschaft nahm er 1967, 1969 und 1971 an der Weltmeisterschaft teil und gewann bei allen drei Teilnahmen den Weltmeistertitel. Von 1964 bis 1971 war er Kapitän der Mannschaft, die in dieser Zeit ungeschlagen blieb. Im Einzel konnte er 1976 bei der ersten Weltmeisterschaft das Viertelfinale erreichen. Im Laufe seiner Karriere als Profi gewann er bis 1978 insgesamt 20 Titel und wurde in der Weltrangliste auf Rang eins geführt. Zwischen 1960 und 1967 gewann er sieben Mal die Australian Open.
Nach seiner Profikarriere spielte Hiscoe noch auf Seniorenebene weiter und war auch als Trainer aktiv, unter anderem für die US-amerikanische Nationalmannschaft. 2005 wurde er in die Squash Australia Hall of Fame aufgenommen.

## Erfolge
- Weltmeister mit der Mannschaft: 3 Titel (1967, 1969, 1971)